# 约瑟夫·苏斯·奥本海默
约瑟夫·苏斯·奥本海默（Joseph Süß Oppenheimer，1698?—1738年2月4日）是一位德意志银行家，他是符腾堡公国的公爵卡爾·亞歷山大的一位宫廷犹太人。奥本海默也是一位阿什肯納茲猶太人，他一生树敌众多，其中还有人密谋在卡尔·亚历山大公爵死后将他逮捕后处死。1737年3月12日，奥本海默的主公卡尔·亚历山大暴毙，奥本海默随后被捕，被控犯下行骗、贪污、叛国、与各路女性淫亂以及受贿。有些犹太人曾试图在审判期间予以援助，但其他人在作证时都给出了有罪证词。最终只有淫荡好色一项罪名被撤回。最終奥本海默被判处死刑，但没有被定下任何具体罪名。监狱看守要求他改宗基督教，但被他拒绝。
在被处决后的几个世纪里，奥本海默的宦海沉浮被改编为两部文学作品，他所经历的磨难亦被改编为两部电影，其中就有于1940年在纳粹德国上映的反犹主义电影《犹太人苏斯》。